# 노동자 경기장역
노동자 경기장역(중국어: 工人体育场站) 또는 궁런티위창역(공인체육장역)은 중국 베이징시 차오양구 싼리툰 가도 노동자 경기장 북로·신둥로·노동자 경기장 동로 교차로에 위치하는 베이징 지하철 3호선과 17호선의 환승역이다. 17호선 역은 2023년 12월 30일, 3호선 역은 2024년 12월 15일 개통되었다.

## 위치
노동자 경기장역은 노동자 경기장 북동쪽 모퉁이에 위치하며, 노동자 경기장 북로(동서), 노동자 경기장 동로(남쪽), 신둥로(북)가 삼중 교차하는 지하에 위치한다. 3호선의 역들은 교차로 서쪽에 동서로 배치되고, 17호선의 역들은 교차로를 남북으로 가로질러 배치되어 있다.

## 역 구조
17호선과 3호선의 대합실은 같은 층에 위치하여 T자형 교차로를 이루고 있으며 17호선 승강장 중앙에 3호선 승강장 동쪽 끝으로 이어지는 환승 통로가 있다.
3호선 대합실은 '축구하는 판다(熊猫踢足球)' 벽화로 장식되어 있고, 17호선 대합실 에스컬레이터에는 "영자발발《英姿勃发》"이라는 작품이 설치되어 있다.

### 층별 구조
| 지면     |                                 | 출입구                                    |
| 지하 1층 | 대합실                          | 고객 문의, 자동 발매기, 출입 게이트       |
| 지하 2층 | ←                               | ■ 17호선 웨이라이커쉐청베이 방면 (쭤자좡) |
| 지하 2층 | 섬식 승강장, 왼쪽 출입문이 열림 |                                           |
| 지하 2층 | →                               | ■ 17호선 자후이후 방면 (둥다차오)         |
| 지하 3층 | ←                               | ■ 3호선 둥쓰스탸오 방면 (둥쓰스탸오)      |
| 지하 3층 | 섬식 승강장, 왼쪽 출입문이 열림 |                                           |
| 지하 3층 | →                               | ■ 3호선 둥바베이 방면 (퇀제후)            |

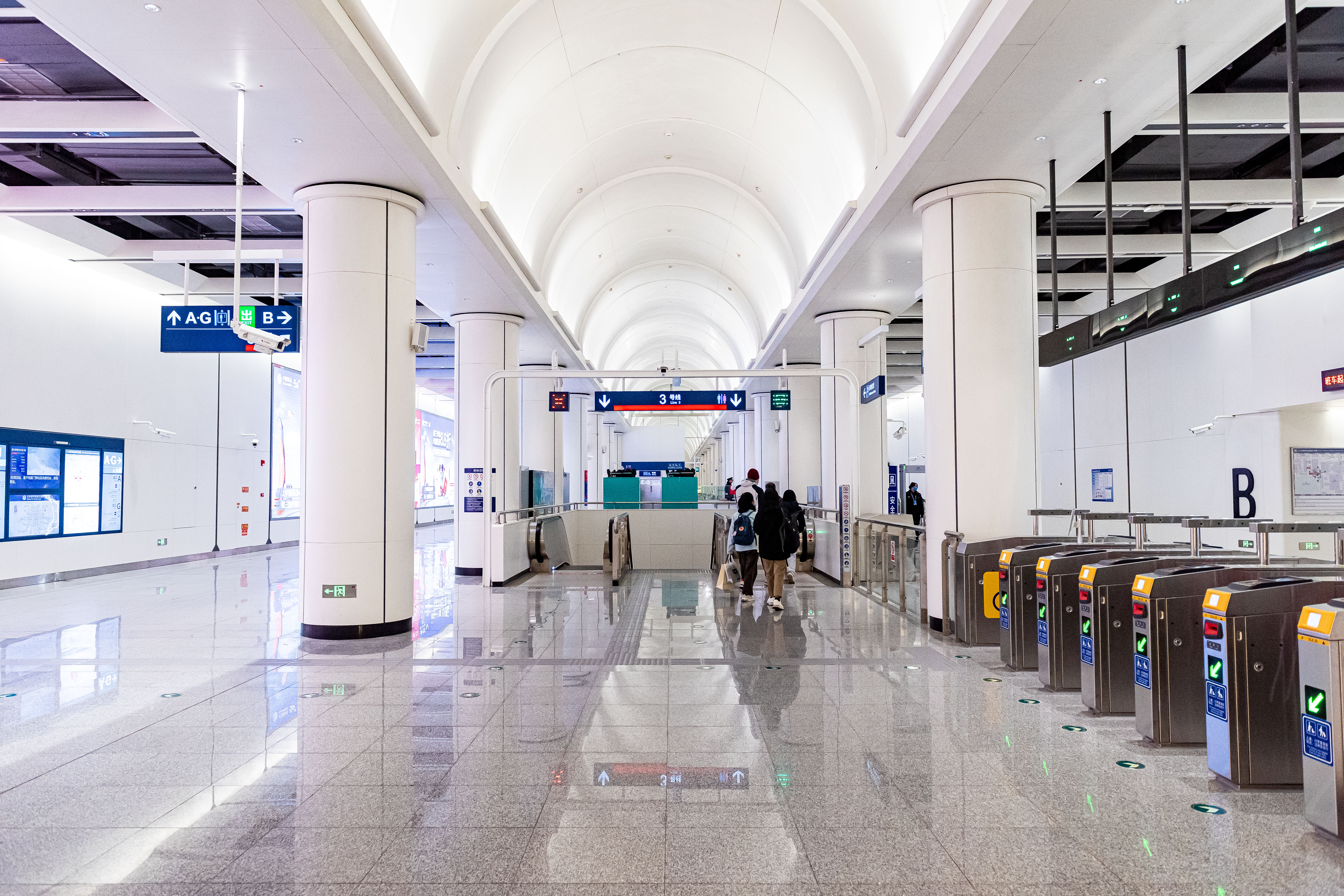
3호선 대합실
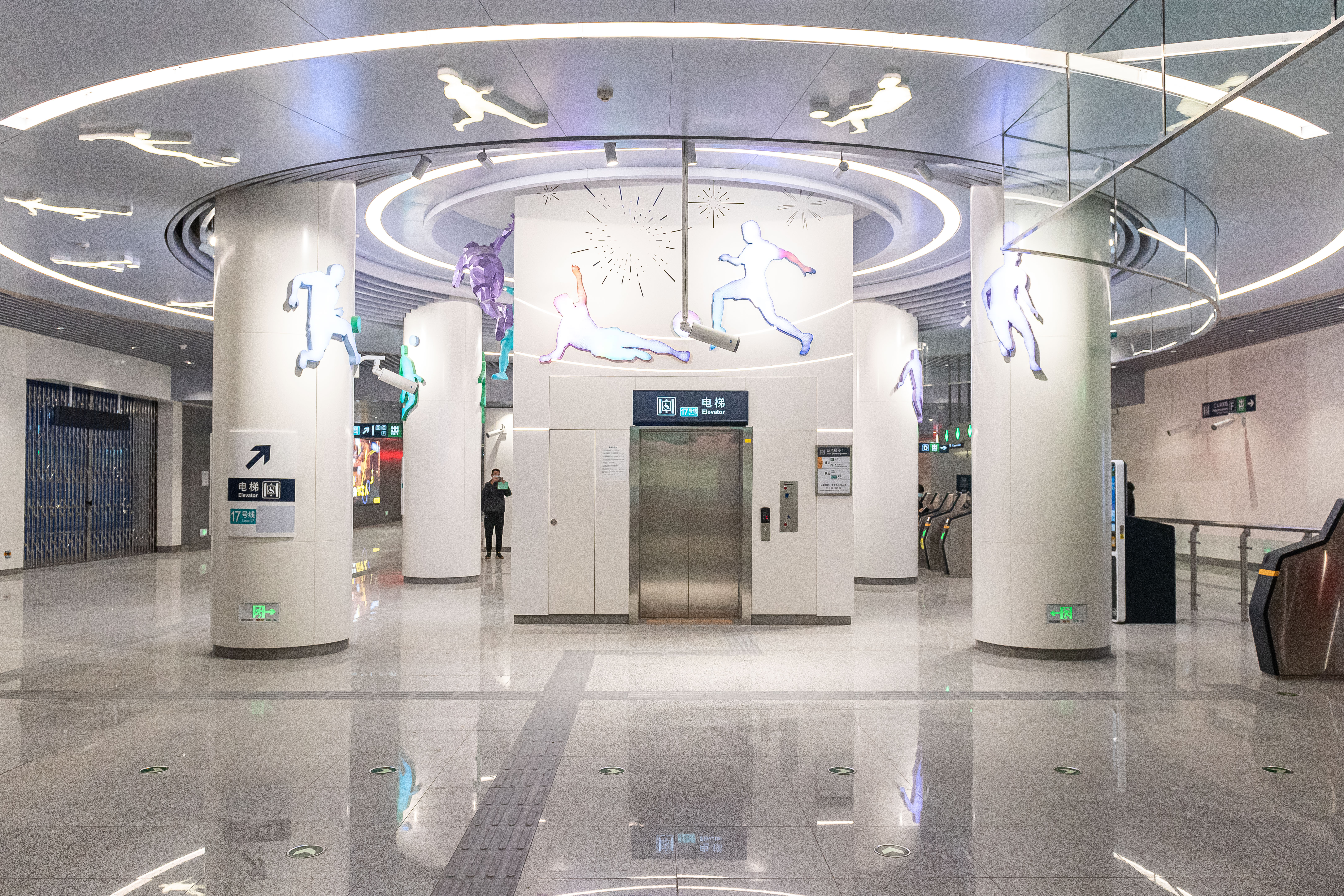
17호선 대합실, 사진 왼쪽이 3호선 환승 통로이다
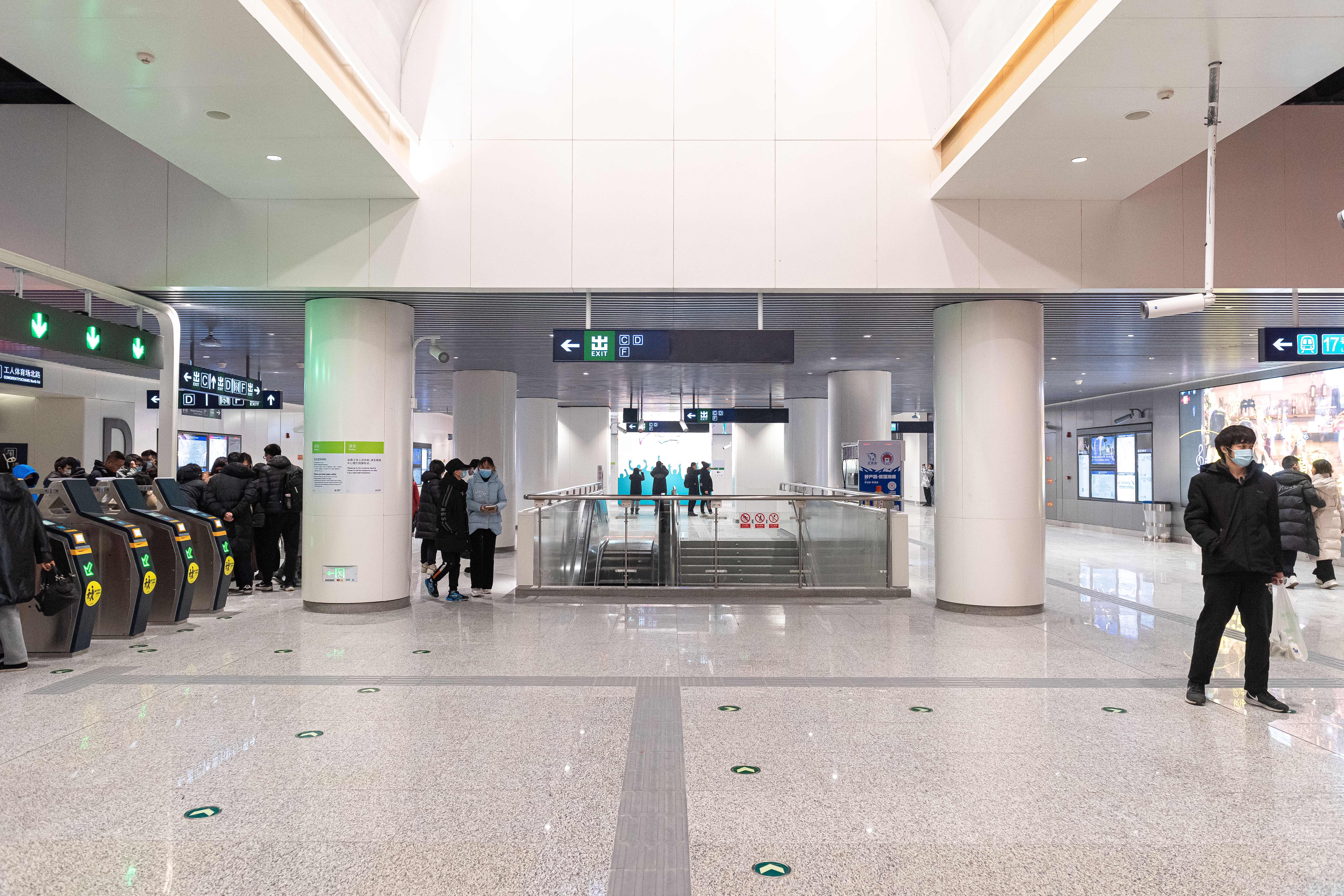
17호선 대합실
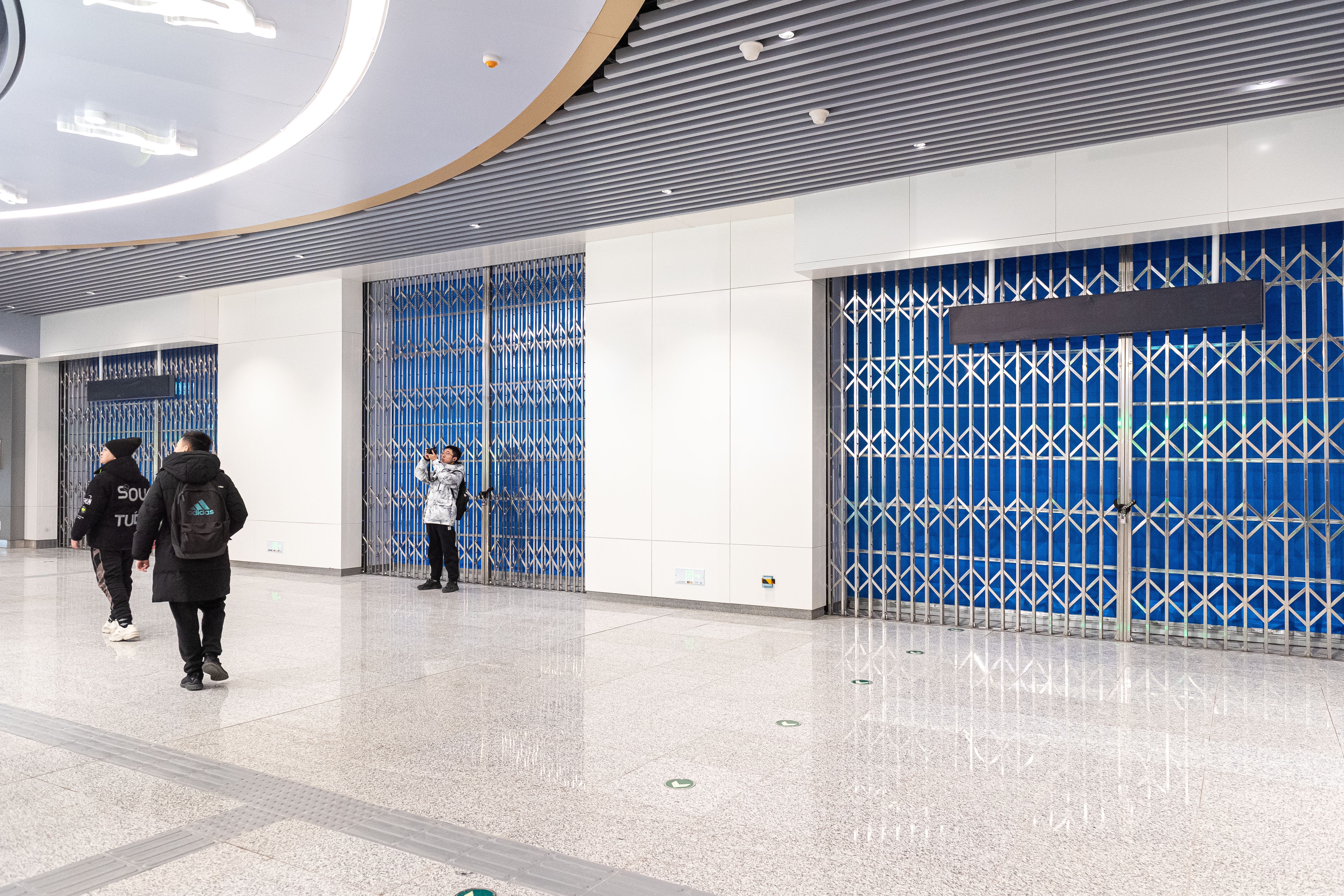
17호선 대합실 서쪽 3호선 환승 통로 인터페이스
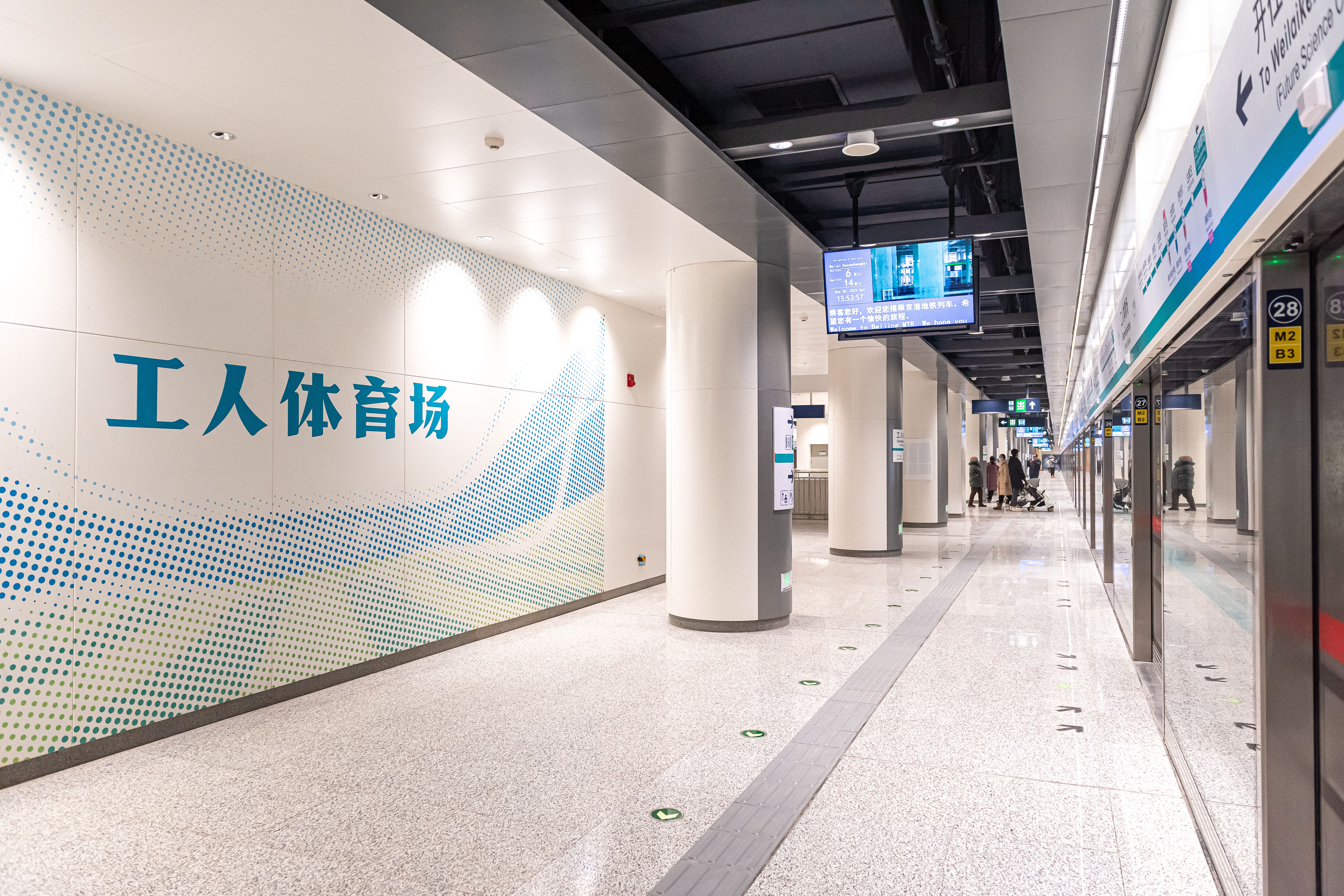
17호선 승강장 대형 문자 벽(2023년 12월)

## 출입구

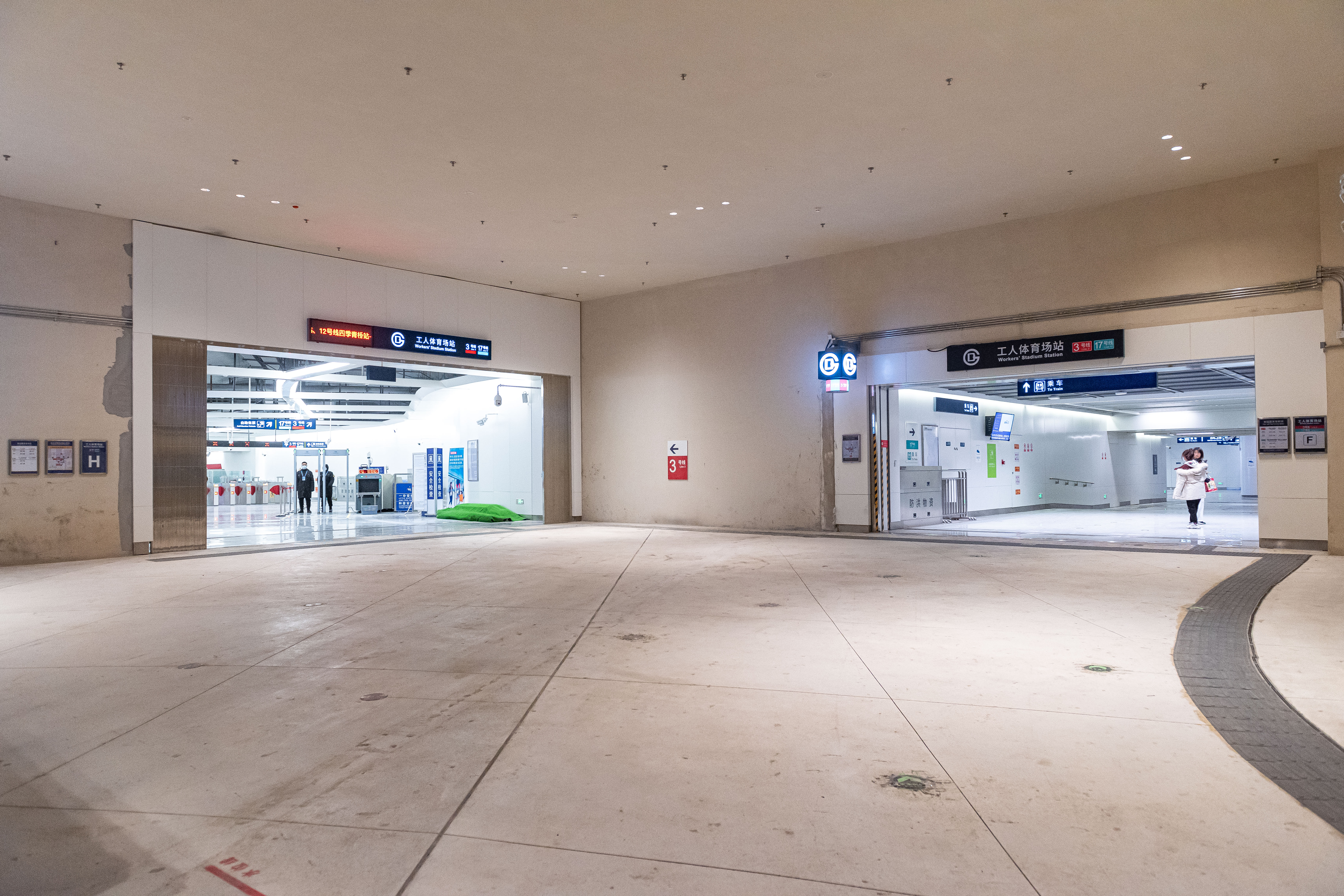
F와 H출입구는 노동자 경기장의 움푹 들어간 광장과 서로 가깝다.

노동자 경기장역에는 7개의 출입구가 있다. 17호선 북부 구간이 개통되면서 C, D, F 출입구가 미리 개방되었고, 3호선이 개통되면서 A, B, G, H 출입구가 개방되었다. (H번 출구는 일시적으로 개방) F출입구나 엘리베이터를 이용하여 역에 들어가고 나갈 수 있는 구조이다. 특히, 이 역의 A출입구로 가는 엘리베이터는 B출입구와 인접해 있으며, B, C출입구도 지하에서 서로 연결되어 있다.
|                         |                                    |                                              |      |           |
|                         |                                    |                                              |      |           |
| 출구                    | 지시                               | 목적지                                       | 사진 | 편의 시설 |
| ■ 3호선에 연결          |                                    |                                              |      |           |
| 出口 · A                | 노동자 경기장 북로(工人体育场北路) | 행복1촌3항(幸福一村三巷), 세무광장(世茂广场) |      |           |
| 出口 · B                | 노동자 경기장 북로(工人体育场北路) | 행복1촌3항(幸福一村三巷), 세무광장(世茂广场) |      | 빈칸      |
| 出口 · G                | 노동자 경기장 동로(工人体育场东路) | 工人体育场北路、北京工人体育场               |      | 빈칸      |
| 出口 · H                | 노동자 경기장 동로(工人体育场东路) | 베이징 노동자 경기장(北京工人体育场)         |      | 빈칸      |
| ■ 17호선에 연결         |                                    |                                              |      |           |
| 出口 · C                | 신둥로(新东路)                     | 세무국제센터(世茂国际中心)                   |      | 빈칸      |
| 出口 · D                | 노동자 경기장 북로(工人体育场北路) | 야슈 서로(雅秀西路)                          |      | 빈칸      |
| 出口 · F                | 노동자 경기장(工人体育场)          | 노동자 경기장 동로(工人体育场东路)           |      |           |
| 아이콘 설명: 엘리베이터 |                                    |                                              |      |           |

## 행사기간 중 운영
노동자 경기장은 베이징 궈안 축구단 홈구장이기 때문에 관중이 많다. 또한, 17호선 북부 구간의 가장 중요한 4대 환승역인 왕징시역은 버스 통합 공사로 인해 제한을 받고 있다. 12호선 시바허역 구간과 3호선 구간이 환승 노선 지연으로 인하여 동시에 개통되었지만 환승 기능은 2024년 12월 15일까지 실현되지 않았다. 당시 이 구간에 개통된 유일한 환승역은 10호선 환승역인 타이양궁역 뿐이었다. 이로 인하여 북부 구간의 환승 능력이 저하되기도 했다. 17호선 대폭 제한으로 본 역은 경기 당일 역 폐쇄 여부도 2024년 중국 축구 슈퍼 리그 개막과 함께 화제가 되었다.
2024년 4월 5일은 베이징 궈안의 2024시즌 첫 홈 경기이기도 하며, 이 역 개장 이후 첫 번째 경기이기도 했다. 본 역은 그날 밤 21시부터 행사가 끝날 때까지 일시적으로 폐쇄되었다. 4월 9일 홈 경기를 위해 본 역도 21:00에 운영을 종료했다. 그러나 이번 운행은 많은 시민들로부터 지하철 운영회사의 과밀한 승객 흐름에 대응하기 위한 나태하고 소극적인 조치라는 비난을 받기도 했다.
2024년 11월 2일 저녁, 본 역은 동년 중국 슈퍼 리그 마지막 라운드가 끝난 후 17시부터 19시까지 폐쇄되었고,  2024 시즌이 끝날 때까지 열리지 않았다.